# Cypripedium bardolphianum
Espèce
Classification phylogénétique
Statut de conservation UICN

 VU B2ab(ii,iii,v) : Vulnérable
Statut CITES
Cypripedium bardolphianum est une espèce végétale de la famille des Orchidaceae (orchidée).